# Kirkjubøreyn
A Kirkjubøreyn egy hegy Feröeren, Tórshavn közelében. 351 m magas. Streymoy szigetén található, Tórshavn, Argir és Kirkjubøur települések között.
A hegy teteje valóságos holdbéli táj, de az apró tavacskákkal hatásos látvány. A hegy nyugati oldalán húzódó 7 km-es ösvény népszerű kirándulóút Tórshavn és Kirkjubøur között.

### Külső hivatkozások
- Fényképek a Kirkjubøreynről (angol)
- Fénykép: az első hó a Kirkjubøreynen (angol)